# Clinton (Maine)
Clinton es un pueblo ubicado en el condado de Kennebec en el estado estadounidense de Maine. En el Censo de 2010 tenía una población de 3.486 habitantes y una densidad poblacional de 30,05 personas por km².

## Geografía
Clinton se encuentra ubicado en las coordenadas 44°39′35″N 69°31′54″O / 44.65972, -69.53167. Según la Oficina del Censo de los Estados Unidos, Clinton tiene una superficie total de 116.01 km², de la cual 113.63 km² corresponden a tierra firme y (2.05%) 2.38 km² es agua.

## Demografía
Según el censo de 2010, había 3.486 personas residiendo en Clinton. La densidad de población era de 30,05 hab./km². De los 3.486 habitantes, Clinton estaba compuesto por el 97.13% blancos, el 0.4% eran afroamericanos, el 0.63% eran amerindios, el 0.14% eran asiáticos, el 0% eran isleños del Pacífico, el 0.46% eran de otras razas y el 1.23% pertenecían a dos o más razas. Del total de la población el 1.15% eran hispanos o latinos de cualquier raza.